# Forêts décidues sèches tropicales et subtropicales
Localisation
Les forêts décidues sèches tropicales et subtropicales ou forêts tropophiles forment l'un des quatorze grands biomes terrestres où la végétation de type caduc est omniprésente lors de la saison sèche.
Ces forêts occupaient en 2009, 3 millions de km2.

## Répartition

### Écorégions
On observe des forêts tropophiles dans les régions suivantes :
- Dans l'écozone afrotropicale :
  - les forêts sèches de Madagascar
  - les forêts sèches zambéziennes à Cryptosepalum
- Dans l'écozone australasienne : 
  - En Indonésie méridionale, les forêts sèches de Nusa Tenggara (îles de la petite Sonde)
  - les forêts sèches de Nouvelle-Calédonie
  - les forêts décidues de Timor et Wetar
- Dans l'écozone indomalaise :
  - Les forêts sèches d'Indochine
  - Dans l'est de l'Inde : les forêts sèches de Chhota-Nagpur
  - les forêts sèches décidues de la vallée de la Narmadâ
- Dans l'écozone néarctique :
  - les forêts sèches subtropicales de transition du Sonora et du Sinaloa
- Dans l'écozone néotropique :
  - Dans le sud-ouest du Mexique et au Guatemala : les forêts sèches Mexicaines
  - Les forêts sèches du Bajío
  - Les forêts sèches des vallées Andines et de Tumbesian (Colombie, Équateur et Pérou)
  - Les forêts sèches équatoriennes
  - Les forêts sèches de la region de Guanacaste (Costa Rica)
  - La forêt sèche de Chiquitano (Bolivie, Brésil)
  - Les forêts sèches du littoral Atlantique (au Nord-Est du Brésil)
- Dans l'écozone océanienne :
  - les forêts sèches d'Hawaii (Hawaii)
  - les forêts tropicales sèches des Fidji

## Climatologie
La forêt tropicale sèche est en général soumise à un climat intertropical à saisons alternées, c’est-à-dire avec une saison sèche et une saison des pluies.
La saison sèche se situe en hiver dans l'hémisphère correspondant et peut durer de 4 à 9 mois.
Les précipitations annuelles atteignent en moyenne 1000 à 2 000 mm de pluie selon les régions.
La température annuelle est soumise à de faibles variations, son amplitude est de 5 à 10 °C et sa moyenne est de l'ordre de 25 à 30 °C, ce qui classe ce climat dans les climats chauds.

## Disparition de la forêt
Cette forêt tropophile est l'un des biomes qui a le plus souffert de l'agriculture et donc de l'anthropisation.
Elle peut fournir à l'Homme des terres agricoles ainsi que des ressources en bois facilement exploitables, ce qui conduit à la disparition de nombreuses surfaces arborées. La savane gagne parfois naturellement sur la forêt tropophile car cette dernière est très sensible au feu du fait de la sécheresse ambiante.

## Végétation

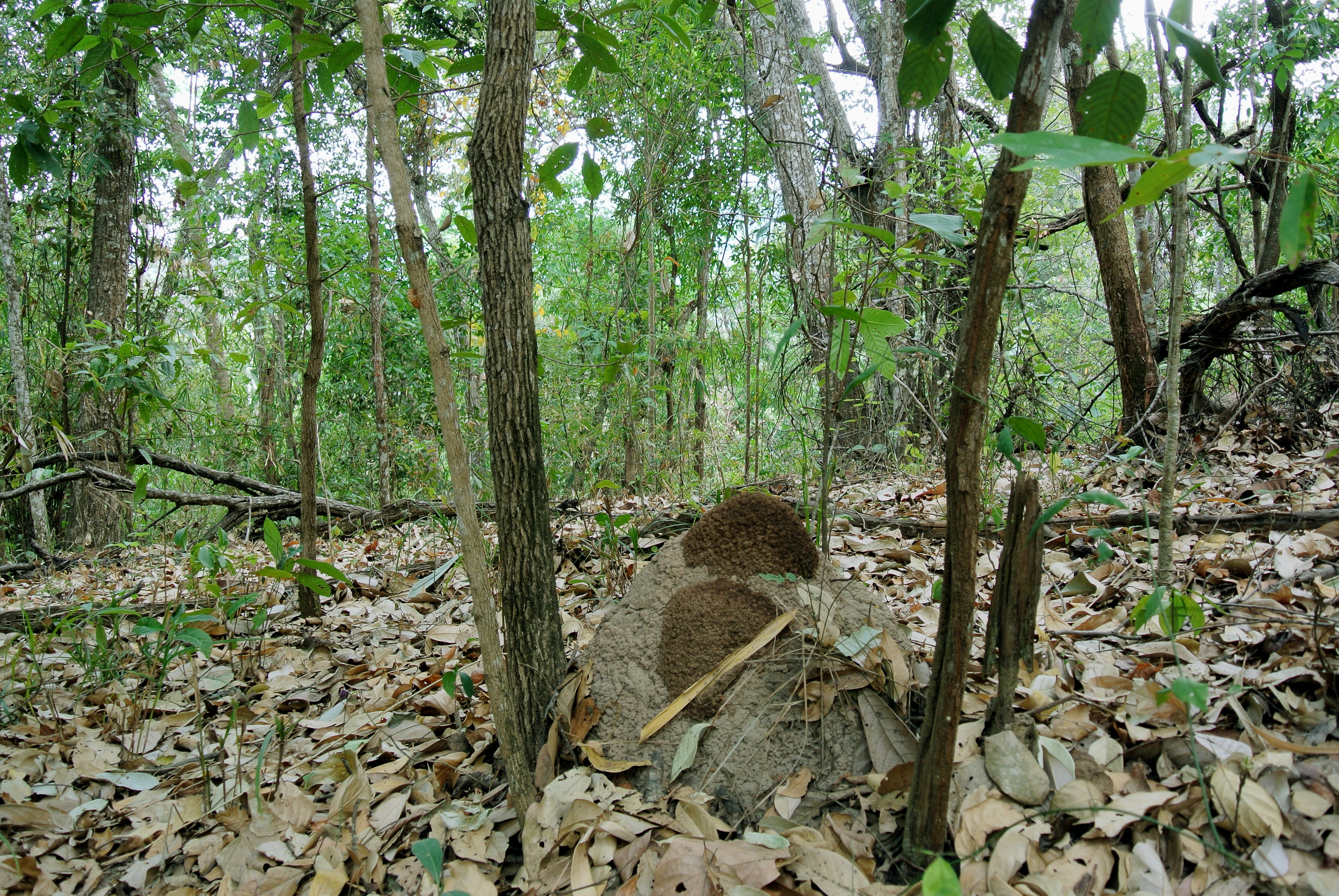
Premier « étage » d'une forêt subtropicale semi-sèche au nord de la Thaïlande à la fin de la saison sèche, avec une termitière au premier plan.

Ce type de végétation comporte trois niveaux :
- Au ras du sol on retrouve des herbes (graminées).
- Au second « étage », on observe des arbustes et des buissons nombreux.
- La cime est occupée par une futaie de 10 à 15 m de hauteur sur les plateaux et versants, sur les berges et dans les vallées alluviales on observe une forêt galerie à strate dite « haute ».

La transition avec la savane s'effectue par une forêt sèche épineuse.